# Dorsal Mesoatlântica

Animação da separação da Pangeia

A  dorsal mesoatlântica ou cordilheira mesoatlântica ou crista oceânica do Atlântico, também referida pela sigla DMA (ou MAR, do inglês: Mid-Atlantic Ridge), é uma cordilheira submarina que se estende sob o Oceano Atlântico e o Oceano Ártico, desde a latitude 87°N até à ilha subantártica de Bouvet, à latitude 54°S. Os pontos mais elevados desta cordilheira emergem em vários locais e formam ilhas.

## Geologia
A dorsal mesoatlântica faz parte do sistema global de dorsais oceânicas e, como é o caso de todas as dorsais oceânicas, crê-se que a sua formação fique a dever-se a um limite divergente entre placas tectónicas: a placa Norte-americana e a placa Euroasiática, no Atlântico Norte e a placa Sul-americana e a placa Africana no Atlântico Sul.
Estas placas encontram-se em movimento, e por isso o Atlântico encontra-se em expansão ao longo desta dorsal, ao ritmo de 2 a 10 cm por ano. Esta dorsal foi descoberta na década de 1950 por Bruce Heezen e Marie Tharp. Essa descoberta levou à formulação da teoria de expansão do fundo oceânico e à aceitação da teoria de deriva continental de Alfred Wegener.
Próximo da equador é cortada, pela fossa Romanche, em Dorsal do Atlântico Norte e Dorsal do Atlântico Sul. Alguns segmentos da dorsal podem adquirir nomes específicos, como é o caso da Dorsal de Reykjanes, a sul da península islandesa com o mesmo nome.

## Ilhas
Estende-se por cerca de 11 300 km e na sua maior parte encontra-se submersa, mas ergue-se até à superfície, entre outros locais, na Islândia, na Ilha de Ascensão e nos Açores, onde se situa um dos seus pontos mais elevados, a Ponta do Pico na Ilha do Pico, com 2.351 metros de altitude.
As ilhas são as seguintes, listadas de norte para sul, com os respectivos pontos mais elevados e localização:
Hemisfério norte:
1. Jan Mayen (Beerenberg, 2.277 m, em 71°06'N, 08°12'W), já no Oceano Ártico
2. Kolbeinsey, 5 a 8 m, a norte da Islândia
3. Islândia (Hvannadalshnúkur em Vatnajökull, 2.109,6 m, em 64°01'N, 16°41'W)
4. Açores (Ponta do Pico ou Pico Alto, na Ilha do Pico, 2.351 m, em 38°28'N,28°24'W)
5. Bermudas (Town Hill, na ilha principal, 76 m, em 32°18′N, 64°47′W) (Bermuda foi formada na dorsal, mas encontra-se atualmente bastante a oeste da mesma)
6. Penedos de São Pedro e São Paulo (Penedo Sudoeste, 22,5 m, em 0°55'08"N, 29°20'35"W)

Hemisfério Sul:
1. Ilha de Ascensão (The Peak, Montanha Green, 859 m, em 07°59'S, 14°25'W)
2. Ilha de Santa Helena (Diana's Peak, 818 m, em 15°57′S, 5°41′W)
3. Ilha de Tristão da Cunha (Queen Mary's Peak, 2.062 m, em 37°05'S, 12°17'W)
4. Ilha de Gonçalo Álvares (Gough Island) (Edinburgh Peak, 909 m, em 40°20'S, 10°00'W)
5. Bouvet (Olavtoppen, 780 m, em 54°24'S, 03°21'E)